# Canal Linthorst Homan
Le Canal Linthorst Homan (en néerlandais Linthorst Homankanaal) est un canal néerlandais de Drenthe.
Il relie le Beilervaart à Beilen, commune de Midden-Drenthe, au Hoogeveense Vaart à Noordscheschut, à l'est de Hoogeveen. La longueur du canal s'élève à un peu plus d'une vingtaine de km. Le canal passe à Tiendeveen. Près de Wijster, un embranchement, appelé Canal de la VAM (VAM-kanaal), permet une liaison avec un site de traitement de déchets ménagers.
Le canal a été baptisé ainsi pour honorer la famille Linthorst Homan, dont neuf membres se sont distingués dans l'administration de la province de Drenthe.
Depuis les années 1970, le canal n'est plus utilisé par la navigation professionnelle. Le canal compte 9 ponts et une écluse.

## Source / lien externe
- (nl) Encyclopédie de Drenthe